# Światowe Wojskowe Igrzyska Sportowe 2011
5. Światowe Wojskowe Igrzyska Sportowe – międzynarodowe, multidyscyplinarne zawody dla sportowców-żołnierzy, które odbyły się w Rio de Janeiro między 16 i 24 lipca 2011.
Organizację imprezy CISM powierzył miastu podczas posiedzenia w stolicy Burkina Faso Wagadugu w roku 2007. W zawodach wzięło udział ok. 4900 zawodników z ponad 108 krajów świata skupionych w CISM. Najwięcej medali zdobyli reprezentanci Chin łącznie 114 (w tym 45 złote, 36 srebrne oraz 42 brązowe), Polska 43 medale (13, 19, 11).

## Dyscypliny
Zawody obejmowały 19 konkurencje, w tym po raz pierwszy zostały rozegrane zawody pokazowe (demonstracyjne) w siatkówce plażowej kobiet i mężczyzn.

- Bieg na orientację
- Boks
- Jeździectwo
- Judo
- Koszykówka
- Lekkoatletyka
- Pięciobój lotniczy
- Pięciobój morski
- Pięciobój nowoczesny
- Pięciobój wojskowy
- Pływanie
- Piłka nożna
- Siatkówka halowa (HM HK)
- Spadochroniarstwo
- Strzelectwo
- Szermierka
- Taekwondo
- Triathlon
- Żeglarstwo
- 00 zawody pokazowe;
- Siatkówka plażowa (PM PK)

## Przebieg zawodów
W poniższym kalendarzu Światowych Wojskowych Igrzysk Sportowych 2011 zaprezentowano dni, w których rozdane zostały medale w danej dyscyplinie sportowej (żółty kolor), rozegrane zostały eliminacje (niebieski kolor), ceremonia otwarcia (zielony) i zamknięcia igrzysk wojskowych (czerwony).
| CO | Ceremonia otwarcia | ● | Eliminacje | 1 | Finał (ilość) | CZ | Ceremonia zakończenia |

| ↓ Dyscyplina / Lipiec →   | ↓ Dyscyplina / Lipiec →   | 15 Pi | 16 So | 17 Ni | 18 Po | 19 Wt   | 20 Śr | 21 Cz | 22 Pi | 23 So | 24 Ni | Ilość finałów |
| ------------------------- | ------------------------- | ----- | ----- | ----- | ----- | ------- | ----- | ----- | ----- | ----- | ----- | ------------- |
| Ceremonia                 | Ceremonia                 |       | CO    |       |       |         |       |       |       |       | CZ    |               |
| Bieg na orientację        | Bieg na orientację        |       |       |       | ●     | 2       | 4     |       | 2     |       |       | 8             |
| Boks                      | Boks                      |       |       |       | ●     | ●       | ●     | ●     | ●     | 10    |       | 10            |
| Lekkoatletyka             | Lekkoatletyka             |       |       | 2     |       | 1       | 5     | 9     | 8     | 10    |       | 35            |
| Jeździectwo               | Jeździectwo               |       |       |       |       | 1       |       | 1     | ●     | 1     | 3     | 6             |
| Judo                      | Judo                      |       |       |       | 2     |         | 4     | 3     | 3     | 4     |       | 16            |
| Koszykówka                | Koszykówka                |       |       | ●     | ●     | ●       | ●     | ●     | ●     | ●     | 1     | 1             |
| Pięciobój lotniczy        | Pięciobój lotniczy        |       |       | ●     | ●     | ●       | ●     | 2     |       |       |       | 2             |
| Pięciobój morski          | Pięciobój morski          |       |       |       | ●     | ●       | ●     | 4     |       |       |       | 4             |
| Pięciobój nowoczesny      | Pięciobój nowoczesny      |       |       |       |       |         | ●     | 2     | 2     | 1     |       | 5             |
| Pięciobój wojskowy        | Pięciobój wojskowy        |       |       | ●     | ●     | ●       | ●     | 4     |       | 2     |       | 6             |
| Piłka nożna               | Piłka nożna               | ●     | ●     | ●     | ●     | ●       | ●     | ●     | ●     | 1     | 1     | 2             |
| Pływanie                  | Pływanie                  |       |       | 9     | 10    | 9       | 8     |       |       |       |       | 36            |
| Siatkówka                 | Siatkówka                 |       |       | ●     | ●     | ●       | ●     | ●     | ●     | 4     |       | 4             |
| Spadochroniarstwo         | Spadochroniarstwo         |       | ●     | ●     | ●     | ●       | ●     | ●     | ●     | 8     |       | 8             |
| Strzelectwo               | Strzelectwo               |       |       | ●     | ●     | 4       | 4     | ●     | 4     | 4     |       | 16            |
| Szermierka                | Szermierka                |       |       |       |       | 2       | 2     | 2     | 2     | 3     | 1     | 12            |
| Taekwondo                 | Taekwondo                 |       |       |       |       |         | 4     | 4     | 4     | 4     |       | 16            |
| Triathlon                 | Triathlon                 |       |       |       |       |         |       |       |       |       | 5     | 5             |
| Żeglarstwo                | Żeglarstwo                |       |       |       | ●     | ●       | ●     | ●     | 3     |       |       | 3             |
| Suma finałów              | Suma finałów              |       |       | 11    | 12    | 19      | 31    | 31    | 28    | 52    | 11    | 195           |
| Narastająco ilość finałów | Narastająco ilość finałów |       |       | 11    | 23    | 42      | 73    | 104   | 132   | 184   | 195   | Ogółem        |
| Lipiec 2011               | Lipiec 2011               | 15 Pi | 16 So | 17 Ni | 18 Po | 19th Wt | 20 Śr | 21 Cz | 22 Pi | 23 So | 24 Ni | X             |

## Polscy reprezentanci
Polska po raz 5. uczestniczyła w letnich igrzyskach wojskowych. Szefem misji Wojska Polskiego na V Światowe Wojskowe Igrzyska Sportowe był gen. dyw. Sławomir Dygnatowski. Reprezentacja Polski liczyła 102 żołnierzy, wystartowała w 12 dyscyplinach, medale zdobyła w 11.  Największymi gwiazdami w polskiej ekipie byli: zdobywczyni dwóch złotych medali szablistka Aleksandra Socha-Szelągowski, triathlonistka Agnieszka Jerzyk oraz zdobywca złotego i dwóch srebrnych medali Wojciech Kowalski uprawiający bieg na orientację.

## Klasyfikacja medalowa
* Gospodarz zawodów został zaznaczony tym kolorem,  Polskę oznaczono tekstem pogrubionym.
| Klasyfikacja medalowa | Klasyfikacja medalowa | Klasyfikacja medalowa | Klasyfikacja medalowa | Klasyfikacja medalowa | Klasyfikacja medalowa |
| --------------------- | --------------------- | --------------------- | --------------------- | --------------------- | --------------------- |
| Pozycja               | Reprezentacja         | Złoto                 | Srebro                | Brąz                  | Razem                 |
|                       |                       |                       |                       |                       |                       |
| 1                     | Brazylia*             | 45                    | 33                    | 36                    | 114                   |
| 2                     | Chiny                 | 37                    | 28                    | 34                    | 99                    |
| 3                     | Włochy                | 14                    | 13                    | 24                    | 51                    |
| 4                     | Polska                | 13                    | 19                    | 11                    | 43                    |
| 5                     | Francja               | 11                    | 3                     | 3                     | 17                    |
| 6                     | Korea Południowa      | 8                     | 6                     | 8                     | 22                    |
| 7                     | Korea Północna        | 7                     | 2                     | 3                     | 12                    |
| 8                     | Kenia                 | 6                     | 5                     | 5                     | 16                    |
| 9                     | Niemcy                | 5                     | 19                    | 11                    | 35                    |
| 10                    | Ukraina               | 5                     | 4                     | 9                     | 18                    |
|                       |                       |                       |                       |                       |                       |
| Ogółem (55 państw)    | Ogółem (55 państw)    | 195                   | 194                   | 239                   | 628                   |

Źródło:

## Multimedaliści
W sumie 202 sportowców zdobyło co najmniej dwa medale. Brazylijski zawodnik Gabriel Mangabeira zdobył łącznie 6 medali  (w tym 5 złote i 1 srebrny). Dziewięciu zawodników zdobyło co najmniej trzy złote medale.
| Zawodnik/Zawodniczka | Kraj           | Dyscyplina  | Medale |
| Gabriel Mangabeira   | Brazylia       | Pływanie    |        |
| Jiao Liuyang         | Chiny          | Pływanie    |        |
| Zhang Hongtao        | Chiny          | Pływanie    |        |
| Liu Lan              | Chiny          | Pływanie    |        |
| Cesare Sciochetti    | Włochy         | Pływanie    |        |
| Geisa Coutinho       | Brazylia       | Strzelectwo |        |
| Pierre Le Corre      | Francja        | Triathlon   |        |
| Jin Yongde           | Chiny          | Strzelectwo |        |
| Ri Hyang-sun         | Korea Północna | Strzelectwo |        |